# Johann Baptista Lorentz
Johann Baptista Lorentz (?-1728), počeštěně Jan Baptista Lorentz, nebo Jan Křtitel Lorentz byl františkán německého jazyka působící v tehdejší české františkánské provincii, převážně asi ve Slezsku. V letech 1699 až 1700 byl vikářem františkánského kláštera v Moravské Třebové. Opakovaně řídil blíže neznámý klášter jako jeho kvardián. V roce 1725 byl zvolen do vedení české řádové provincie jako člen jejího definitoria (definitor). Někdy v té době Johann Lorentz jistě pobýval v konventu v slezské Lehnici. Pro lehnické náboženské bratrstvo Nejsvětěší Trojice scházející se v tamějším františkánském kostele totiž sepsal duchovní příručku Geistliche Hertzen-Stärke vytištěnou ve Vratislavi roku 1728. Sponzorem vytištění knihy byl Václav Albert Bruntálský z Vrbna, fundátor dnes zaniklého opavského františkánského konventu u Svaté Barbory. Jan Lorentz se dále zabýval kultem Čtrnácti svatých Pomocnících, jejichž kult včetně poutí byl ctěn ve františkánském chrámu v Kadani. Na toto téma mu údajně tiskem vyšly dvě knihy: Descriptio miraculorum, & devotionis DD. 14. Auxiliatorum a Auxilium in necessitate, & devotio ad SS. 14: Auxiliatores. Bratr Lorentz zemřel 16. srpen 1728 v slezské Lehnici.